# 孫了紅
孫了紅（そん りょうこう、1897年 - 1958年）は、中国の推理作家。男性。上海出身。
程小青とともに、中華民国時代の中国ミステリ界を支えた人物。1920年代から1940年代にかけて、「東洋のアルセーヌ・ルパン」魯平（ろへい、ルーピン）が活躍する小説で人気を博した。

## 略歴
1897年、清の時代の中国・上海に生まれる。当時の中国は翻訳小説ブームを迎えており、特に推理小説が多く翻訳されていた。孫了紅はアルセーヌ・ルパン全集の翻訳に携わったのをきっかけに推理小説の創作を開始し、1923年、同年に創刊された中国初の探偵小説誌『偵探世界』（侦探世界）に、ルパンをもじった怪盗魯平（ルーピン）が活躍する作品を発表しデビューした。同誌は創刊から1年で廃刊となったが、その後も孫了紅は魯平（ルーピン）シリーズの執筆を続け、1949年に中華人民共和国が成立するまで、霍桑（フオサン）シリーズで人気を博した程小青とともに、中華民国のミステリ界の中心人物として活躍した。魯平（ルーピン）シリーズは中国では「侠盗魯平奇案」（きょうとうルーピンきあん）と呼ばれる。